# 왕립기갑군단
왕립기갑군단(Royal Armoured Corps; RAC)는 영국 육군의 기갑병력이다. 챌린저 2 전차, 시미터 수색차 등을 운용한다. 산하 14개 연대를 거느리고 있으며 그 중 9개가 정규연대이고 4개는 요먼연대다.
제2차 세계대전 발발 직전인 1939년 4월 4일 왕립전차연대와 기갑병과로 전환된 기병연대들의 느슨한 연합체로 편성되었다.  전쟁이 진행되면서 다른 기병대들과 요먼대들도 기계화가 이루어져 군단이 확장되었다. 상당수의 보병대대가 RAC 소속 연대로 배속되면서 기갑전력으로 전환되었다. RAC는 자체 훈련연대와 지원연대를 갖추게 되었고, 1944년에는 수색군단을 흡수했다.

## 현재 편제
RAC 산하 연대들은 크게 세 개로 나뉜다. 하나는 주력전차를 운용하는 기갑연대, 둘째는 수색차량을 운용하는 기갑기병연대, 마지막은 무기탑재차량을 운용하는 경기병연대다. 정규군의 경우 이 3개 종류의 연대가 각 3개씩 있어 9개 정규연대를 이루며, 그 중 3개는 근위용기병대, 2개는 검기병대, 1개는 용기병대, 1개는 창기병대라고 명명되어 있다. 나머지 2개는 왕실기병연대와 왕립전차연대다. 한편 예비군들은 모두 요먼대라고 명명되며, 1개 기갑연대와 3개 경기병연대로 이루어져 있다.
- 정규군
  - 왕실기병연대(HCR) - 기갑기병
  - 제1왕비근위용기병대(QDG) - 경기병
  - 왕립 스코트인 근위용기병대(SCOTS DG) - 경기병
  - 왕립근위용기병대(RDG) - 기갑기병
  - 왕비왕립검기병대 (QRH) - 기갑
  - 왕립창기병대(RL) - 기갑기병
  - 국왕왕립검기병대(KRH) - 기갑
  - 경용기병대(LD) - 경기병
  - 왕립전차연대(RTR) - 기갑
- 예비군
  - 왕립 요먼대(RY) - 경기병
  - 왕립 웨식스 요먼대(RWxY) - 기갑
  - 스코틀랜드 북아일랜드 요먼대(SNIY) - 경기병
  - 여왕소유 요먼대(QOY) - 경기병